# كلوديا هنت
كلوديا هنت هي راكبة الكنو كندية، ولدت في 12 مارس 1950.

## وصلات خارجية
- كلوديا هنت على موقع أوليمبيديا (الإنجليزية)